# Bogdan Prus
Bogdan Sylwester Prus (ur. 20 czerwca 1931 w Warszawie, zm. 22 października 2017 w Radomiu) – polski ekonomista i polityk, poseł na Sejm PRL IX kadencji.

## Życiorys
Syn Teodora i Janiny. Od 1948 do 1956 członek Związku Młodzieży Polskiej. W 1955 skończył studia w Szkole Głównej Gospodarstwa Wiejskiego w Warszawie. W 1978 został magistrem ekonomii. W latach 1955–1957 pracował w Ministerstwie Państwowych Gospodarstw Rolnych. Do 1962 był dyrektorem PGR Czajki. Sekretarz Komitetu Powiatowego Polskiej Zjednoczonej Partii Robotniczej w Pułtusku w latach 1962–1969. Był także sekretarzem oraz I sekretarzem KP PZPR w Grójcu od 1969 do 1975. W latach 1975–1979 sprawował funkcję wicewojewody radomskiego. Pracownik polityczny Komitetu Wojewódzkiego PZPR w Radomiu od 1978 i I sekretarz KW PZPR od czerwca 1981 do marca 1989.
Radny Wojewódzkiej Rady Narodowej w Warszawie od 1961 do 1965, radny i przewodniczący Powiatowej Rady Narodowej w Grójcu od 1969 do 1975. Od 1985 do 1989 pełnił mandat posła na Sejm PRL IX kadencji z okręgu Radom, zasiadał w Komisji Planu Gospodarczego, Budżetu i Finansów.
Pochowany na Cmentarzu Prawosławnym w Radomiu.

## Odznaczenia
- Krzyż Oficerski Orderu Odrodzenia Polski
- Krzyż Kawalerski Orderu Odrodzenia Polski
- Srebrny Krzyż Zasługi
- Medal 40-lecia Polski Ludowej
- Medal 30-lecia Polski Ludowej
- Srebrny Order „Gwiazda Przyjaźni między Narodami” (Niemcy Wschodnie, 1986)[3]